# Кретей (міфологія)
Кретей (грец. Κρηθέας), також Крефей — персогаж давньогрецьких міфів, міфічний цар Іолка, внук Елліна, старший син Еола та Енарети, чоловік Тіро, батько Есона, Ферета та Аміфаона, дід аргонавта Ясона. Вітчим близнюків Нелея та Пелія, котрих Тіро народила від Посейдона.
На березі морської затоки в Фессалії Кретей заснував місто Іолк. Після смерті Кретея правити там став Есон, однак брат по матері Пелій силоміць забрав владу над містом.